# Львовский сельсовет (Волоколамский район)
Львовский сельсовет — упразднённая административно-территориальная единица, существовавшая на территории Московской губернии и Московской области до 1960 года.
Львовский сельсовет возник в первые годы советской власти. По состоянию на 1922 год он входил в Яропольскую волость Волоколамского уезда Московской губернии.
В 1924 году из Львовского с/с выделился Новинковский с/с.
По данным 1926 года в состав сельсовета входил 1 населённый пункт — Львово.
В 1929 году Львовский с/с был отнесён к Волоколамскому району Московского округа Московской области. При этом к Ефремовскому с/с был присоединён Новинковский с/с.
14 июня 1954 года к Львовскому с/с были присоединены Васильевский, Ильинский-Ярополецкий и Михайловский с/с.
20 августа 1960 года Львовский с/с был упразднён. При этом населённые пункты Львово, Александровское, Васильевское и Новинки были переданы в Ханевский с/с, а остальные — в восстановленный Ильинский-Ярополецкий с/с.